# Список медалістів зимових Олімпійських ігор 1924
I Зимові Олімпійські ігри проходили у французькому місті Шамоні. Всього в змаганнях взяли участь 258 спортсменів з 16 країн світу. Було розіграно 16 комплектів нагород у 9 дисциплінах 4 видів спорту.

## Бобслей
| Дисципліна        | Золото                                                                      | Срібло                                                                           | Бронза                                                                                                |
| Чоловіки-четвірки | Швейцарія · Альфред Невеу · Едвард Шеррер · Альфред Шлєппі · Гайнріх Шлеппі | Велика Британія · Томас Арнольд · Ральф Брум · Александер Річардсон · Родні Соєр | Бельгія · Шарль Мульдер · Рене Мартіо · Пол ван дер Брюк · Віктор Вершурен · Генрі Віллемс (запасний) |

## Змагання військових патрулів
| Дисципліна        | Золото                                                                       | Срібло                                                                               | Бронза                                                                         |
| Чоловіки-четвірки | Швейцарія · Адольф Ауфденбляттен · Альфонс Юлен · Антуан Юлен · Деніс Ваучер | Фінляндія · Август Ескелінен · Гейккі Гірвонен · Мартті Лаппалайнен · Вяйньйо Бремер | Франція · Андрієн Вандель · Каміль Мандрільон · Жорж Берте · Мауріс Мандрільон |

## Керлінг
| Дисципліна | Золото                                                                             | Срібло | Бронза                                                           |
| Чоловіки   | Велика Британія (GBR) Джон Робертсон-Айкман Вільям Джексон Робін Велш Томас Мюррей | Швеція (SWE) II Йоган Петтер Оглен Карл-Аксель Петтерссон Карл-Ерік Валберг Швеція (SWE) I Карл Вільгельм Петерсен Туре Едлунд Віктор Веттерстрем Ерік Северін | Франція (FRA) Анрі Курнолле П'єр Каніве Арман Бенедік Жорж Андре |

## Ковзанярський спорт
| Дисципліна             | Золото                     | Срібло                     | Бронза                                            |
| 500 метрів             | Чарльз Джотроу · США       | Оскар Ольсен · Норвегія    | Роальд Ларсен · Норвегія Клас Тунберг · Фінляндія |
| 1500 метрів            | Клас Тунберг · Фінляндія   | Роальд Ларсен · Норвегія   | Сігурд Моен · Норвегія                            |
| 5000 метрів            | Клас Тунберг · Фінляндія   | Юліус Скутнабб · Фінляндія | Роальд Ларсен · Норвегія                          |
| 10000 метрів           | Юліус Скутнабб · Фінляндія | Клас Тунберг · Фінляндія   | Роальд Ларсен · Норвегія                          |
| Класичне багатоборство | Клас Тунберг · Фінляндія   | Роальд Ларсен · Норвегія   | Юліус Скутнабб · Фінляндія                        |

## Лижне двоборство
| Дисципліна    | Золото                  | Срібло                       | Бронза                          |
| індивідуальні | Торлейф Геуг · Норвегія | Торальф Стремстад · Норвегія | Йоган Греттумсбротен · Норвегія |

## Лижні гонки
| Дисципліна      | Золото                  | Срібло                          | Бронза                          |
| Чоловіки: 18 км | Торлейф Геуг · Норвегія | Йоган Греттумсбротен · Норвегія | Тапані Ніку · Фінляндія         |
| Чоловіки: 50 км | Торлейф Геуг · Норвегія | Торальф Стремстад · Норвегія    | Йоган Греттумсбротен · Норвегія |

## Стрибки з трампліна
| Дисципліна | Золото                      | Срібло                 | Бронза              |
| Чоловіки   | Якоб Туллін Тамс · Норвегія | Нарве Бонна · Норвегія | Андерс Гауген · США |

## Фігурне катання
| Дисципліна                | Золото                                       | Срібло                                           | Бронза                              |
| Чоловіче одиночне катання | Гілліс Графстрем · Швеція                    | Віллі Бекль · Австрія                            | Жорж Гаучі · Швейцарія              |
| Жіноче одиночне катання   | Герма Планк-Сабо · Австрія                   | Беатрікс Лоран · США                             | Етель Макельт · Велика Британія     |
| Парне катання             | Гелене Енгельманн · Альфред Бергер · Австрія | Людовіка Якобссон · Вальтер Якобссон · Фінляндія | Андре Брюне · П'єрр Брюне · Франція |

## Хокей
| Золото | Срібло | Бронза          |
| Канада | США    | Велика Британія |